# 2015-2016 Concert KinKi Kids
『2015-2016 Concert KinKi Kids』(2015-2016 コンサート キンキキッズ)は、KinKi Kidsの20作目の映像作品、および17作目のライブビデオ。2016年8月10日にジャニーズ・エンタテイメントから発売。
2015年12月19日から2016年1月1日に行われたコンサートツアー『2015-2016 Concert KinKi Kids』から2016年1月1日東京公演を収録。マーチング隊、合唱隊、アクロバット隊など約200人の出演者と共に楽曲を披露している。

## 仕様・特典
※全形態共通で、2枚組。KinKi Kids 20th Anniversary キャンペーンID封入(通常盤は、初回プレスのみ封入)。
初回限定盤
- 三方背ケース入り
- 44Pブックレット封入

通常盤
- オリジナルカード2枚封入

## 収録曲
※全仕様共通内容。約185分収録。

### Disc1
1. OVERTURE
2. 夢を見れば傷つくこともある
3. ココロがあったんだ
4. やめないで、PURE
5. 永遠のBLOODS
6. フラワー
7. もう君以外愛せない
8. BRIDGE
9. 情熱
10. 願う以上のこと 祈る以上のこと
11. ボクの背中には羽根がある
12. INTER
13. Misty
14. Kissからはじまるミステリー
15. ジェットコースター・ロマンス
16. スワンソング
17. (MC)
18. Alright!
19. 鼓動、千々に

### Disc2
1. INTER
2. Harmony of December
3. SNOW! SNOW! SNOW!
4. 愛のかたまり
5. 硝子の少年
6. 雨のMelody
7. Secret Code
8. 99%LIBERTY
9. ちがう道、おなじ空。

〈ENCORE〉
1. 鍵のない箱
2. まだ涙にならない悲しみが
3. Anniversary

〈W ENCORE〉
1. 愛されるより 愛したい

## チャート成績
DVDが3.7万枚、Blu-rayが前作『KinKi Kids Concert 2013-2014「L」』の4.3万枚を上回る4.4万枚を売り上げ、2016年8月22日付けの両ランキングで総合1位、および音楽DVDとBDの売上枚数を合算した総合ミュージック映像ランキングでも1位を獲得し、映像ランキング主要3部門を制覇した。